# ميل كولينز
ميل كولينز (بالإنجليزية: Mel Collins)‏ هو عازف ساكسفون بريطاني، ولد في 5 سبتمبر 1947 في Banstead ‏ في المملكة المتحدة.

## وصلات خارجية
- ميل كولينز على موقع IMDb (الإنجليزية)
- ميل كولينز على موقع ميوزك برينز (الإنجليزية)
- ميل كولينز على موقع إن إن دي بي (الإنجليزية)
- ميل كولينز على موقع أول ميوزيك (الإنجليزية)
- ميل كولينز على موقع ديسكوغز (الإنجليزية)
- ميل كولينز على موقع قاعدة بيانات الفيلم (الإنجليزية)